# まるんちゃん♪
まるんちゃん♪とは、大分県をエリアにするJNN系列局・大分放送（OBS）のマスコットキャラクター。相棒として「もにもにさん」がいるがそれについても触れる。

## デビューまで
2010年3月、OBSの松井督治報道部長がOBSの社屋の中に現れた謎の生き物を発見。それを見た松井部長は『そういえば、OBSにはキャラクターがおらんなぁ・・・。あんな心優しくて、カワイイいきものがキャラクターになったら、子ども達に人気が出るかもしれん。』と考え「あんた！OBSのキャラクターにならんかぇ？」とその場でスカウト。謎の生き物は二つ返事で了承。
後に、OBSの社員たちで名前をつけようということになりボディーの水玉模様と、大分のO、OBSのO、「みんなの心をまあるくつなげますように・・・。」などいろんな意味がこめられた「まる」に、大分弁の「会えるん？♪」「行けるん？♪」という語尾をつけ「まるんちゃん♪」と命名。2010年4月、デビュー。

## 特徴
- 顔にくちばしが付いている。
- 体は、ピンク地に白の水玉模様が特徴。
- まるんちゃんのとなりには雲の形をした「もにもにさん」がいる。
- 普段はもにもにさんの形を模した家に住んでいる。

## 大分県の他局マスコット
- テレビ大分 - トスキー
- 大分朝日放送 - そらぽ

## その他
- ジュンファント（彼らのデザイナー）
- OBSにはかつて、ラジオ向けのみに存在する「ぴぽぽ」というキャラクターが存在しており、番組の賞品としてぴぽぽのぬいぐるみ（大・小）をプレゼントしていた時期もあった。